# 麥芽糖
麦芽糖（英語：Maltose）是通过α（1→4）键连接的两个单位的葡萄糖，从缩合反应形成的一种双糖。异构体的异麦芽糖具有通过α（1→6）键连接的两个葡萄糖分子。麦芽糖是淀粉酶分解淀粉产生的双糖。

## 化學性質

麥芽糖分子結構

麥芽糖屬雙醣，白色針狀結晶，易溶於水，甜味比蔗糖弱。麦芽糖屬於還原糖，性质包括與酵母發酵變為酒精，和稀硫酸共熱變為葡萄糖，常被入藥。
澱粉被唾液澱粉酶催化水解可以得到麥芽糖。